# 三俣村 (埼玉県)
三俣村（みつまたむら）は埼玉県の北東部、北埼玉郡に属していた村。

## 地理
- 河川：会の川、手子堀

## 歴史

### 村名の由来
三俣の名前の由来には2つの説がある。
- 利根川の鬼島・明知島によって川が三ツ又に流れていたため。
- 利根川が多くの又となって流れていることから「水又」と呼ばれていたため。

### 年表
- 1834年（天保5年6月） - 凶作により打ちこわし発生[4]。
- 1868年4月（慶応4年3月） - 羽生陣屋新築に伴う負担増を発端に、寺子屋「眠山」をはじめとした下三俣村・多門寺村で打ちこわし一揆発生[5][6]。
- 1879年（明治12年）5月28日 - 小浜村が北小浜村に改称する[7]。
- 1889年（明治22年）4月1日 - 町村制施行により、上三俣村、下三俣村、北小浜村、多門寺村、北篠崎村が合併し北埼玉郡三俣村が成立する[8]。
- 1890年（明治23年）8月 - 河川氾濫のため村内68戸浸水[9]。
- 1910年（明治43年）8月 - 関東大水害により被害を受ける[10]。
- 1923年（大正12年）9月1日 - 関東大震災により村内24人死傷、14戸が全壊[11]。
- 1931年（昭和6年）7月17日 - 村役場を移転[2]。
- 1947年（昭和22年） - GHQの指示により、石油試掘調査を実施[12]。
- 1954年（昭和29年）5月3日 - 加須町、不動岡町、礼羽村、大桑村、水深村、樋遣川村、志多見村と合併し加須市となる[13]。

## 地名
- 大字上三俣
- 大字下三俣
- 大字北篠崎
- 大字北小浜
- 大字多門寺
  - 天正年間の末ごろまでは多門寺という寺があったが、大水により流失した[14]。

### 「みつまた」の表記揺れ
現在の「みつまた」の表記は「三俣」になっているが、過去には異なる表記も見受けられた。下記に表記揺れの例を記載する。
- 三ツ俣
  - 1834年（天保5年） 龍蔵寺 打ちこわしに関する奉行所への報告書[16]
  - 1851年（嘉永4年） 下三ツ俣村宗門改帳[17]
- 三又
  - 1709年（宝永6年） 上三又村 検見願[18]
  - 1774年（安永3年） 囲籾 預かり証文[19]
- 三ツ又
  - 1816年（文化13年） 上下三ツ又村議定書[20]
  - 1890年（明治23年） 北埼玉郡羽生領・川辺領、北葛飾郡島中領各町村 情願書[21]
- 三股[22]

## 村長
歴代村長を下表に示す。代数は『加須市史 別編 人物誌』年月日は『埼玉県市町村合併史 下』に基づく。表内の「出典」は『加須市史 別編 人物誌』に記載されているページ数を示す。なお、同書には顔写真が掲載されている。
| 代 | 氏名         | 就任年月日                 | 退任年月日                 | 出典 | 備考                                                |
| -- | ------------ | -------------------------- | -------------------------- | ---- | --------------------------------------------------- |
| 1  | 鈴木吉十郎   | 1889年（明治22年）5月17日  | 1897年（明治30年）5月16日  | p96  | 町村制施行                                          |
| 2  | 堀江忠四郎   | 1897年（明治30年）5月19日  | 1898年（明治31年）8月15日  | p100 |                                                     |
| 3  | 田部井章一郎 | 1898年（明治31年）10月12日 | 1899年（明治32年）5月24日  | p103 | 疾病により辞職                                      |
|    | 西村高貞     | 1899年（明治32年）6月7日   | 1899年（明治32年）11月8日  |      | 『埼玉県市町村合併史』では 代数にカウントしている。 |
|    | 伊藤直蔵     | 1899年（明治32年）11月9日  | 1899年（明治32年）12月19日 |      | 『埼玉県市町村合併史』では 代数にカウントしている。 |
| 4  | 堀江忠四郎   | 1899年（明治32年）12月20日 | 1908年（明治41年）1月5日   | p100 | 再任                                                |
| 5  | 網野豊次郎   | 1908年（明治41年）1月22日  | 1908年（明治41年）1月22日  | p102 |                                                     |
| 6  | 梅沢吉太郎   | 1912年（明治45年）2月5日   | 1924年（大正13年）3月16日  | p106 |                                                     |
| 7  | 梅沢隆太郎   | 1925年（大正14年）1月17日  | 1930年（昭和5年）10月24日  | p107 |                                                     |
| 8  | 柿崎太市郎   | 1930年（昭和5年）12月22日  | 1934年（昭和9年）12月21日  | p111 |                                                     |
| 9  | 梅沢忠佐     | 1935年（昭和10年）4月19日  | 1936年（昭和11年）5月29日  | p115 |                                                     |
| 10 | 網野六治     | 1936年（昭和11年）7月1日   | 1944年（昭和19年）6月30日  | p116 |                                                     |
| 11 | 松永伊代     | 1944年（昭和19年）9月1日   | 1946年（昭和21年）2月23日  | p120 |                                                     |
| 12 | 関根隆岳     | 1946年（昭和21年）4月23日  | 1947年（昭和22年）2月28日  | p114 |                                                     |
| 13 | 堀江専一     | 1947年（昭和22年）4月      | 1951年（昭和26年）4月4日   | p117 | 堀江忠四郎次男 1947年2月から村長職務代理            |
| 14 | 五十畑小善   | 1951年（昭和26年）4月25日  | 1954年（昭和29年）5月2日   | p119 | 三俣村廃止                                          |

## 人口
| 年月                     | 世帯数 | 人口    | 人口密度  | 出典     |
| ------------------------ | ------ | ------- | --------- | -------- |
| 1880年前後（明治10年代） | 582戸  | 3,800人 |           | [ 23 ]   |
| 1896年（明治29年）12月   |        | 4,323人 | 525人/km2 | 本籍人口 |
| 1920年（大正09年）10月   | 774戸  | 4,291人 | 521人/km2 | 国勢調査 |
| 1925年（大正14年）10月   | 778戸  | 4,226人 | 513人/km2 | 国勢調査 |
| 1930年（昭和05年）10月   | 780戸  | 4,582人 | 556人/km2 | 国勢調査 |
| 1935年（昭和10年）10月   | 799戸  | 4,264人 | 518人/km2 | 国勢調査 |
| 1940年（昭和15年）10月   | 813戸  | 4,666人 | 567人/km2 | 国勢調査 |
| 1947年（昭和22年）10月   |        | 5,844人 | 710人/km2 | 国勢調査 |
| 1950年（昭和25年）10月   | 990戸  | 5,858人 | 712人/km2 | 国勢調査 |

## 産業
主な産業は農業であった。1950年時点では、農業戸数は552戸、そのうち専業農家は336戸であった。

## 施設

### 寺社
- 龍蔵寺[26]
- 観音寺（下三俣→上三俣） - 堀越によって建立された[27]。真言宗で、現在は廃寺となっている[28]。
- 観音寺（多門寺）[26]
- 医王寺[26]
- 諏訪神社

### 学校
- 三俣村立三俣小学校 - 大字北小浜に設置[29]。
- 三俣村立三俣中学校 - 1947年（昭和22年）4月に三俣小学校に併設されて開校したが、のちに昭和中学校に合併された[30]。
- 学校組合立昭和中学校 - 1950年（昭和25年）7月31日に、加須町との組合立で大字北小浜へ設置[31]。
- 私立埼玉女学校 - 1914年（大正3年）に大字下三俣字明知島へ移転されたが、1924年（大正13年）3月末に廃校となり、加須実科高等女学校に引き継がれた[32]。

## 祭事・催事
- 多門寺の獅子舞 - 江戸時代にはじまり、毎年7月下旬ごろに実施される[33]。加須市無形民俗文化財[34]。
- 北小浜の獅子舞 - 1670年（寛文10年）にはじまり、毎年7月11日に各戸を回る[35]。加須市無形民俗文化財[34]。
- 川浸り餅（） - 川に浸した餅米をついて餅にし、神棚に供えた。『加須市史』では、水害や干害にあわないよう祈るものと推測している。現在は行われていない。[36]

## 交通

### 道路
- 二等道路
  - 加須大越道[37]

## 出身著名人
- 堀越雪兆 - 画家[38]。1800年（寛政12年）5月5日生[38]。当時の下三俣村出身[38]。代表作『六曲屏風』は加須市有形文化財に指定されている[34]<。